# Svenska Bibelsällskapet
Svenska Bibelsällskapet är en ideell förening som grundades den 22 februari 1815 med inspiration från det 1804 grundade British and Foreign Bible Society i syfte att sprida Bibeln till svenska folket. Även i dag är arbetet inriktat på att stimulera och underlätta bibelläsning och bibelanvändning. Bibelsällskap bildades successivt i alla stift, men med tiden har verksamheten i stiften fått andra former. Internationellt ingår Bibelsällskapet sedan 1946 i United Bible Societies (UBS).

## Verksamhet
Bibelsällskapets är en ekumenisk förening och dess huvudmän är de flesta kristna trossamfunden i Sverige, den ekumeniska rörelsen i Finland, Svenska Akademien och Vitterhetsakademien.
Stadgemässigt svarar den för översättning av Bibeln, bokutgivning, förmedling av biblar och bibellitteratur, verksamhet med nya medier, främjande av Bibelns användning, insamlingsverksamhet till förmån för bibelarbete i Sverige och utlandet samt förvaltning av den statliga fonden Bibelfonden. Frågor om bibeltolkning lämnas av principiella skäl till andra, till exempel de trossamfund vilkas tro har sin grund i Bibeln. Det är stadgat att sällskapet arbetar i övertygelsen om att uppdraget är givet av Gud.
Bibelsällskapet ansvarade för lanseringen av den nya översättning, Bibel 2000, som började tas i bruk 1999 och som arbetats fram av den av regeringen tillsatta 1973 års bibelkommission. Arbetet avslutades när Bibel 2000 presenterades som den offentliga utredningen SOU 2000:100. Staten har inte för avsikt att ta ansvaret för någon ytterligare bibelöversättning. Bibelsällskapet, som i sitt kansli har en särskild översättningsenhet, fortsätter bevaka översättningsfrågor och forskning. Avsikten är att göra en ny vetenskapligt grundad bibelöversättning som ska kunna tas i bruk då den nuvarande har spelat ut sin roll. När en sådan översättning ska vara klar diskuteras, men några beslut finns inte. Översättningsenheten samordnar också svenska översättningar av Dödahavsrullarna. 
Bibelsällskapets styrelse beslutade i maj 2020 att man skulle ansöka hos Bibelfonden om finansiering för att översätta hela Nya testamentet tills år 2026. I september samma år beviljades ansökan och styrelsen beslutade om direktiv och översättningsprinciper i mars 2021. Översättningens arbetsnamn är NT 2026 och planeras då vara klar och publiceras år 2026.
Internationellt arbetar Bibelsällskapet bland annat i samverkan med UBS med översättning till andra språk än svenska av biblar, liksom tryckning och distribution av biblar. 
Svenska bibelsällskapet har sitt kansli i Uppsala. Ordförande är 2020 biskop emeritus Åke Bonnier och generalsekreterare sedan 2019 Anders Göranzon, präst i Svenska kyrkan.

## Bibelfonden
Bibelfonden, egentligen Stiftelsen Svenska Bibelsällskapets bibelfond, är en statlig stiftelse som förvaltas av Svenska Bibelsällskapet. Fonden bildades av staten i samband med utgivningen av Bibel 2000 och tillförs den royalty som följer av utgivningen. Fonden ska främst bekosta insatser för löpande bevakning av och arbete med bibelöversättningsfrågor samt med att sprida intresse för bibeln. Fonden ska finansiera nästa bibelöversättning. Bestämmelser om Bibelfonden finns i ett särskilt avtal.
Bibelfonden har en särskild styrelse som beslutar om formerna för förvaltningen av fondmedlen, liksom om anslag ur fonden. Styrelseledamöter är Bibelsällskapets styrelse, med tillägg av dels företrädare för Svenska Bokförläggareföreningen och Kristna Bokförläggareföreningen, dels en av regeringen utsedd ledamot. Styrelsen har också uppgiften att bevaka de rättigheter som tillkommer de forskare och författare som medverkade i arbetet med Bibel 2000.

## Generalsekreterare
- 1979–1985 – Ebbe Arvidsson
- 1985–1992 – Arne Karlsson
- 1992–2003 – Anders Alberius
- 2004–2014 – Krister Andersson
- 2014–2019 – Anders Blåberg
- 2019– Anders Göranzon[9][10]